# 巴羅斯岩
巴羅斯岩（英語：Barros Rocks）是南極洲的岩石，屬於威廉群島的一部分，處於貝特洛群島和阿根廷群島之間的圖森角西南面4公里，由讓-巴蒂斯特·夏古率領的法國探險隊發現，現時由南極條約體系管理。